# Вооружённые силы империи Тан
Вооружённые силы империи Тан — совокупность вооружённых формирований, создававшихся китайской династией Тан (618—907), продукт уникальной политической культуры эпохи. Военная мощь позволила достичь беспрецедентного географического размаха империи Тан, однако она же послужила причиной распада империи, приведя к негативному отношению к военной профессии со стороны китайских интеллектуалов последующих периодов.

## Исторический очерк
Императорский род Ли (李) происходил из дворянства Тайюаня и был связан более с военными и пограничниками, чем с гражданскими чиновниками. Тан Тай-цзун Ли Шиминь создал мощную армию, возглавляемую талантливыми военачальниками, что позволило остановить очередное вторжение кочевников, на этот раз тюрок восточного каганата (см. Кат Иль-хан Багадур-шад). Вскоре империя уже не оборонялась, а наступала на противников: в 630 г. восточно-тюркский каганат был подчинён и разделён на округа, в 644 началась война с Когурё (это государство было завоёвано в 668 г.), на западе Китай вернул свою влияние в Таримском бассейне.
Танские императоры к 660-м подчинили своей власти западно-тюркский каганат и продолжали наступательную политику в Средней Азии до поражения от Аббасидского халифата в 751 году.
Вскоре империя стала надрываться от непомерных усилий во внешней политике. С 710 года были назначены генерал-губернаторы (Цзедуши) с собственными войсками для защиты границ империи. В декабре 755 цзедуши Ань Лушань поднял антиправительственное восстание, которое было подавлено только в 763. Ослабшая империя не вернула себе централизованность, но была до самого падения в 907 г. ареной битв для военачальников и цзедуши.
На севере, на смену тюркскому, был создан Уйгурский каганат, каганы которого на словах называли себя союзниками Тан, но на деле пытались ограбить империю. Каганы пытались любым способом добиться от Китая дани, но к полномасштабной войне готовы не были. К 840 г. каганат распался под ударами кочевников.
Неожиданно, мощнейшей державой в Центральной Азии стал Тибет. В 763 г. тибетцы взяли Чанъань, но не смогли продвинуться далеко в Китай. Особой зоной соперничества стал бассейн реки Тарим. В 842 г. был убит ценпо Лангдарма и распавшийся на княжества Тибет перестал быть политической силой.
В начале IX века Танские императоры привлекли на свою службу малоизвестное племя шато. Шато были потомками центральноазиатских хунну чуюэ и жили в западно-тюркском каганате. В начале IX века шато были втянуты в войну между Тибетом и Китаем. В 808 году 2000 шатоских воинов (остальных перебили тибетцы) присягнули императору Тан. К шатосцам присоединились родственные им мелкие степные племена, не желавшие служить тибетцам. Вскоре танские власти создали из шатосцев пограничный корпус, поскольку шатосцы были в плохих отношениях со степными племенами, а с тибетцами сражались насмерть, кроме того шатосцы показали себя отчаянными воинами. Шатосцы отличились в войнах с мятежными цзедуши и были верны танским императорам. В 923 году шатосцы «отомстили» за Тан, свергнув императора Лян и воссоздали Тан — Поздняя Тан.
Условно можно выделить три этапа:
1. Создание танских войск (618—649 гг.). Наряду с фубин существуют различные вооружённые формирования, например добровольческие корпуса.
2. Существование единой имперской армии (649—710 гг.). Доминирование регулярной системы фубин.
3. Период распада. Ослабление фубин, создание войск постоянной готовности и цзедуши.

## Виды вооружённых формирований

### Фубин (территориальные войска)
Фубин кит. 府兵 — территориальные войска. Появились в конце Бэй Вэй или при полководце Юйвэнь Тае. Тогда некоторые семьи (главным образом потомки завоевателей-северян) были освобождены от налогов и повинностей, но были обязаны выставлять воинов для службы. Первоначально такая система существовала только на севере и предоставляла служащим отличные льготы. В начале Суй около 40 % высшего командного состава были не-ханьцы.
Танские императоры унаследовали около 600 соединений фубин с 800—1200 человек в каждом (480 000—720 000 всего). Порядок службы был установлен только в 637 году, тогда эти войска именовались чжэчунфу кит. 折衝府 «окружные войска, отбрасывающие врага». Их было 634. Офицеры служили как местные чиновники, а солдат набирали из приписанных к соединению местных жителей. Фубин могли быть трёх уровней: низшие (下府) 800 человек, средние (中府) 1000 человек и высшие 1200 человек (上府).
К службе допускались с 20/21 до 60 лет. Умеющих ездить на коне зачисляли в конницу, остальных делили между пехотой и лучниками. Боевое оружие, снаряжение и припасы хранились на складах и выдавались во время походов. Отправлявшимся в столичную гвардию выдавали лук, 30 стрел и меч.
Офицеры:
В каждом фубин было:
- 1 Общеначальствующий пристав, отбивающий вражеские нападения кит. 折衝都尉 Чжэчун дувэй. Получал шифрованные приказы из столицы в случае начала военных действий. Возглавлял свой фубин при полномасштабном походе.
- 2 Левый (один) и Правый (один) непреклонно-смелый общеначальствующий пристав кит. 左右果毅都尉 Цою Ю Гои дувэй. Отправлялись в поход, если требовалась значительная часть фубина, но не полностью.
- 1 Главный администратор кит. 長史 Чжанши.
- 1 Соучастник по делам личного состава кит. 兵曹參軍事 Бинцао цаньцзюньши.
- 1 Нарочный командующий кит. 別將 Бецзян. Использовался для командования небольшими отрядами, выделенными из фубина для похода.
- 6/5/4 Начальствующих приставов кит. 校尉 Сяовэй.

Сяовэй возглавлял туань (團, 300 человек, но вероятнее 200), который делился на дуи (隊, по 50 человек) с исправником дуя (隊正, дуйчжэн) во главе. Дуй делился на хо (火, 10 человек) со старшиной во главе (長), к каждому хо было приписано 6 вьючных лошадей.
Тогда:
1. Высший фубин: 6 туаней, 24 дуя, 120 хо, всего 1200 человек.
2. Средний фубин: 5 туаней, 20 дуев, 100 хо, всего 1000 человек.
3. Низший фубин: 4 туаня, 16 дуев, 80 хо, всего 800 человек.

Интересно, что все фубин были разделены между столичными гвардиями императора (12, затем 16) и наследника престола (13). То есть, для каждой императорской гвардии отбирали солдат из 40-60 приписанных к ней фубин. Остальные фубин снабжали личным составом гвардии наследника престола.
Служба в гвардиях происходила по расписанию:
| Расстояние базы фубин от столицы | Количество смен | Месяцев службы к месяцам отдыха |
| -------------------------------- | --------------- | ------------------------------- |
| 500 ли                           | 5               | 1 к 5                           |
| 500-1000 ли                      | 7               | 1 к 7                           |
| 1000-1500 ли                     | 8               | 1 к 8                           |
| 1500-2000 ли                     | 10              | 1 к 10                          |
| 2000 и больше ли                 | 12              | 1 к 12                          |

Всё же подобная система, хотя и выгодная правительству, не годилась для длительных наступательных войн или постоянной обороны границы. Уже Ли Шиминь понимал, что фубин создаёт неплохой резерв, с малыми затратами казны (они не получали жалования, не имели довольствия, служба сочеталась с жизнью фермера и т. д.), но они не имели достаточной подготовки, чтобы сражаться с профессиональными воинами, не могли быть собраны быстро в одном месте, должны были дополнительно обеспечиваться для службы далеко от границ.
Уже в правление Гао-цзуна (649—683 гг.), когда фубин почти не использовались и при У Цзэтянь, когда многие важные должности получали родственники императрицы и фавориты, система пришла в упадок.
В 722 году Сюань-цзун собрался в паломничество на гору Тайшань и обнаружил, что столичные войска небоеспособны и деморализованы, так что не годились даже для эскорта.
В 750-х фубин исчезла, хотя офицерские посты сохранились до конца династии.

### Добровольцы
По крайней мере в 644 г. Ли Шиминь использовал множество солдат-добровольцев при войне с Когуре. Он говорил: «Когда мы зовём 10 человек, мы получаем сотню; когда мы зовём тысячу человек, мы получаем тысячи».

### Постоянные войска
Уже при Суй было создано 12 корпусов (чунь), которые служили постоянно для защиты столицы. При Тан фактически (номинально также фубин) постоянной была «Армия отцов и сыновей» Северного гарнизона. К концу 7 века в гарнизонах северных крепостей служили постоянные солдаты (цзяньэр), часто нанятые за деньги из фубин.
Также были созданы военные поселения (тунтянь) на границах, жители которых сочетали полевые работы и службу. Их боеспособность была низка.
В 724 году император Тан Сюань-цзун, по совету цзайсяна, распорядился набрать за плату 120 000 «постоянных гвардейцев» кит. 常從宿衛, на следующий год их переименовали в коци (кит. 彍騎, всадники с туго натянутыми луками). В 726 г. они были окончательно распределены по гвардиям.
С 737 г. было решено оставить только наёмных солдат, а ополчение (туаньлянь) собирать для отражения вторжений варваров.
В 750 г. коци деградировали почти так же как и фубин, так что офицеры и солдаты просто числились в гвардии, но реальной силы не представляли.

### Экспедиционные войска
С начала династии эта область не была чётко отрегулирована законами. В случае войны император распоряжался, какие войска должны войти в армию и кого назначить командующим. Обычно командовали высшие чиновники, которые на этот случай занимали вторую должность — командующего. Официальное название командующего устанавливал император, ограничений по рангу также не было. По окончании войны командующий терял свои полномочия и возвращался к обычной службе.
Состав командования стандартной экспедиционной армии:
- Тянься бинма юаньшуай кит. 天下兵馬元帥 Главный водитель пехоты и конницы Поднебесной: аналогично европейскому Маршал, Генералиссимус. Самое распространённое название командующего армией. Назначались братья или сыновья императора.
- Фу юаньшуай кит. 副元帥 Товарищ главного водителя.
- Дутун кит. 都統 Общий единитель.
- Фу Дутун кит. 副都統 Товарищ общего единителя.
- Синцзюнь чжанши кит. 行軍長史 Главный администратор экспедиционной армии. На эту должность назначали гражданского чиновника-администратора.
- Синцзюнь сыма кит. 行軍司馬 Ведающий важными делами экспедиционной армии. Оказывал помощь в управлении армией, отвечал за военную подготовку личного состава, проводил тренировочные охоты (охота была видом военных манёвров). Следил за соблюдением правил тактики, за снабжением армии, вёл списки офицеров и награждённых.
- Синцзюнь ю сыма и Синцзюнь цзо сыма кит. 行軍左司馬、行軍右司馬 Правый и левый ведающий важными делами экспедиционной армии.
- Паньгуань кит. 判官 делопроизводитель.
- Чжаншуцзи кит. 掌書記 Занимающийся документацией. Готовил: тексты молитв за успех армии, доклады императору, обращения к местным правителям, приказы командирам при повышении и смещении.
- Синцзюнь цаньмоукит. 行軍參謀 Соучастник по планированию экспедиционной армии.
- Цяньцзюнь бинмаши кит. 前軍兵馬使 Уполномоченный по пехоте и коннице переднего строя.
- Чжунцзюнь бинмаши кит. 中軍兵馬使 Уполномоченный по пехоте и коннице среднего строя.
- Хоуцзюнь бинмаши кит. 後軍兵馬使 Уполномоченный по пехоте и коннице заднего строя.
- Чжунцзюнь дуюйхоу кит. 中軍都虞候 Общий караульный срединного строя. Следил за порядком и дисциплиной, возможно возглавлял армейскую разведку.

### Союзные войска
Империя активно пользовалась услугами «варварских» военных формирований. Мохэ отправили своих воинов на помощь Суй Ян-ди во время Корейского похода, а позже они сражались против тибетцев.
Тай-цзун Ли Шиминь относился одинаково и к китайцам, и к «варварам», различая людей по их способностям, поэтому иностранцы активно шли к нему на службу. Тюрки и затем уйгуры были основными поставщиками кавалеристов для империи.

### Цзедуши
Созданная в 710 году система генерал-губернаторств с собственными войсками привела к ужасающий войне (Мятеж Ань Лушаня) в 755, а после поглотила остатки империи. Войска генерал-губернаторов, набиравшиеся, в основном, из местных жителей, стали единственными боеспособными силами в стране. Так, в 885 г. была создана правительственная армия из жителей Чанъани, но она быстро рассеялась при первом же столкновении с войсками цзедуши.

### Экипировка
Кавалерия. Танская империя унаследовала традицию использования тяжёлой «катафрактной» кавалерии, существовавшей со времён Троецарствия. Но при Тан стиль боя постепенно менялся, поскольку тюрки разработали смешанную систему боя, при которой кавалерист носил облегчённую броню и использовал и лук, и копьё, и меч (саблю). Раньше подобного не было, но были воины использующие только метательное оружие, и те, кто пользуется только копьями при быстром ударе. Прогресс в этой области привёл к появлению «средней» кавалерии, годившейся и для дистанционного, и для близкого боя.
В центральноазиатских экспедициях использовались, в основном, всадники, в равной мере китайские (многие были неханьцы этнически) и набранные из варваров. В IX веке собственно китайской кавалерии практически не стало, так как цзедуши предпочитали нанимать инородцев из среды кочевников.
Конные лучники использовали в бою композитные луки, колчан крепился на поясе. Распространены одноручные обоюдоострые мечи цзянь, ножны украшались металлическими накладками, навершие рукояти часто делалось в виде кольца. Из доспехов были распространены ламеллярные доспехи тюркского стиля, защита доходила до колен или ниже, некоторое распространение получили ламеллярные наплечники, поножи, и шлемы. У тяжёлых кавалеристов были лёгкие пики. Ламеллярные доспехи для лошадей использовались незначительно.
Пехота. Большинство фубин обучались действию в сомкнутом строю с копьями или алебардами. Иногда в походах фубин передвигались на лошадях, но сражались пешком. Также было много лучников. В этот период отдавали предпочтение композитному луку, а не арбалету, хотя арбалет часто использовали на юге Китая. Позднее, отзываясь о танской армии, сунские стратеги говорили, что некоторые солдаты использовали лук и копьё. Арбалету доверяли мало и отряды арбалетчиков снабжались алебардами для обороны. Теоретически, в армии на четыре лука должен быть один арбалет.
Основным оружием было копьё или алебарда. Элитные войска использовали мечи цзянь, постепенно распространялись дао. Щиты: деревянные прямоугольные с клиновидным верхом. Доспехи: бригантинного типа (Куяк), также чешуйчатые. Использовались шлемы различных типов.
Лагерь. Армия строила себе общий лагерь, но каждое соединение отгораживалось собственными стенами. В итоге получалась структура, похожая на сетку. Между ячейками лагеря были проходы, на внешних и внутренних стенах делались башни для лучников. Даже если противник прорывался через внешнюю стену, воины изолировали участок прорыва, обрушивая брёвна во внутренних перегородках (они были приспособлены для этого с самого начала). Хорошо натренированная армия могла умышленно допустить прорыв лагеря с тем, чтобы заманить противника в ловушку, изолировать его и расстрелять из луков.

### Гвардии

#### Южный гарнизон
Военные формирования, стоявшие на юге от Чанъани.

##### Цзо ю вэй (Левая и правая гвардии)
Цзо ю вэй кит. 左右尉 — Левая и правая гвардии.
В каждой:
- 1 Шан цзацзюнь кит. 上將軍 Верховный командующий: сопровождающий 2-й ранг.

Он, вместе с его подчинёнными — да цзанзюнем и двумя цзанцзюнями возглавлял охрану всего дворцового комплекса, руководил столичными войсками (五府) и теми фубинами, из которых набирали бойцов гвардий. Проверяли документы вновь прибывших бойцов и распределяли их по гвардиям. Определяли караульных у ворот и много другое.
Реальные полномочия гвардейских цзанцзюней по командованию войсками указать затруднительно, и есть вероятность, что они исполняли только обязанности прямо не связанные с войной. Реальная военная власть в гвардиях могла быть сосредоточена в руках чжунланцзянов. По крайней мере, в танскую эпоху многие гвардейские цзанцзюни назначались из союзных иноплеменников.
- 1 Да цзанцзюнь кит. 大將軍 Главнокомандующий: основной 3-й ранг.
- 2 Цзянцзюни кит. 將軍 Командующий: сопровождающий 3-й ранг.
- 1 Чжанши кит. 長史 Главный администратор: сопровождающий 6-й высший ранг.

Решал текущие дела, кроме полномочий цзянцзюней. Выплачивал жалование и довольствие служащим. Выдавал документы, занимался кадровыми вопросами, снабжением. Помогал цзянцзюням в проведении осенних аттестаций (考) раз в год.
- 1 Луши цаньцзюньши кит. 錄事參軍事 Соучаствующий в делах секретарь: основной 8-й высший ранг.

Принимал документы от подведомственных чиновников. Снимал копии и регистрировал дела. Следил за печатями. Распоряжался выдачей письменных принадлежностей.
- 2 Цанцао цаньцзюньши кит. 倉曹參軍事 Соучаствующий по делам отдела зернохранилищ: основной 8-й низший ранг.

Проверяли заслуги чиновников, назначали отпуска и повышения, ведали содержанием и жалованием. Заведовали хозяйственными постройками, полями, садами, приписанными к гвардии. Следили за продовольствием и фуражом, медицинским обслуживанием, и лекарствами. Оформляли подорожные документы (過所).
- 1 Бинцао цаньцзюньши кит. 兵曹參軍事 Соучастник по делам отдела личного состава: сопровождающий 8-й низший ранг.

Решал вопросы очерёдности зачисления офицеров в гвардию, составлял именные списки служащих и отправлял их командующим, которые и принимали решение.
- 1 Цицао цаньцзюньши кит. 騎曹參軍事 Соучастник по делам конного отдела: сопровождающий 8-й низший ранг.

Заведовал животными гвардии и следил за их состоянием. Интересно, что лошади, как и люди, служили в гвардии посменно и набирались из фубин. Выдавал лошадей гонцам.
- 1 Чжоуцао цаньцзюньши кит. 胄曹參軍事 Соучастник по делам отдела шлемов: сопровождающий 8-й низший ранг.

Ведал вооружением. Возглавлял ремонт гвардейских зданий. Исполнял мелкие наказания для провинившихся. Получал из складов вэйвэйсы парадные луки, стрелы и доспехи, которые передавались гвардейцам императора во время парадов.
- (5) Фэнцзюй дувэй кит. 奉車都尉 Колесничие общеначальствующие приставы: сопровождающий 5-й низший ранг.

На парадах ехали в дополнительных колесницах за императором. Должность известна со времён Хань. В начале Тан было 5 этих колесничих, но вскоре должности были освобождены и больше не занимались. На парадах некоторые чиновники по совместительству исполняли обязанности фэнцзюй дувэев.
- Фума дувэй кит. 駙馬都尉 Общеначальствующие приставы сопровождения: сопровождающий 5-й низший ранг.

Ввёл Хань У-ди, чиновник ведал лошадьми колесниц сопровождения императора и сам ехал в сопровождении. Эту должность получали мужья дочерей императора. Нет данных относительно реальных функций этого чиновника во времена Тан.
Следующие должности «ведающих» введены У-хоу и неизвестно, были ли у них реальные функции:
- 2 Сыцзе кит. 司階 Ведающий лестницей: основной 6-й высший ранг.
- 3 Чжунхоу кит. 中候 Срединный караульный: основной 7-й низший ранг.
- 5 Сыгэ кит. 司戈 Ведающий клевцами: основной 8-й высший ранг.
- 5 Чжицзи кит. 執戟 Держащие алебарды: основной 9-й низший ранг.
- 25 Чаншан кит. 散長上  Бессменные: сопровождающий 9-й низший ранг. Эти гвардейцы, вероятно, служили не из фубин, а на постоянной основе.

###### У фу (Пять дружин)
У фу кит. 五府 (Пять дружин) — Пять дружин столичных войск: 1 ближняя (циньфу, 親府), 2 заслуженные (сюньфу, 勳府) и 2 оберегающие (翊衛之府, ивэй чжи фу). В соответствии со специальным расписанием из бойцов дружин формировали дворцовые караулы.
В каждой:
- 1 Чжунланцзян кит. 中郎將 Срединный молодец командующий: 4-й низший ранг.

Вместе с помощниками управлял дружиной, занимался всеми делами. Отправлял именные списки готовых к караульной службе да цзанзюню.
- 1 Цзо ланцзян кит. 左郎將 Левый молодец командующий: основной 5-й высший ранг.
- 1 Ю ланцзян кит. 右郎將 Правый молодец командующий: основной 5-й высший ранг.
- 1 Бинцао цаньцзюньши кит. 兵曹參軍事 Соучастник по делам отдела личного состава: основной 9-й высший ранг. Занимался текущими делами, документами, регалиями почётного караула наследника (при важных приёмах).
- 5 Сяовэй кит. 校尉 Начальствующий пристав: основной 6-й высший ранг.
- 10 Люйшуай кит. 旅帥 Предводители рот: сопровождающий 6-й высший ранг.

По 2 для каждого сяовэя. Каждый возглавлял 100 солдат.
- 20 Дуйчжэн кит. 隊正 Взводные исправники: основной 7-й высший ранг.

По 2 для каждого люйшуая.
- 20 Фу Дуйчжэн кит. 副隊正 Товарищи взводных исправников: основной 7-й высший ранг.
- Стражи: ближние стражи кит. 親衛 циньвэй основной 7-го высший ранг; заслуженные стражи кит. 勳衛 сюньвэй сопровождающий 7-го высшего ранга; оберегающие стражи кит. 翊衛 ивэй основной 8-го высшего ранга. Всего 4963 стража.

В ближних стражах служили сыновья чиновников 2-3 рангов.
В заслуженных стражах служили: сыновья гунов, чиновников 4-5-го ранга, наградных чиновников 3-го ранга, пожалованных императором; внуки по мужской линии чиновников 5-го ранга, правнуки по мужской линии чиновников 2-го ранга.
В оберегающих стражах служили: сыновья шан чжуго, чиновников 5-го ранга, внуки по мужской линии чиновников 4-го ранга.
В любые другие стражи зачислялись: сыновья и внуки наградных чиновников 2-го ранга, аристократов от сяньнаней и выше, почётных чиновников 5-го ранга и выше.
Естественно, что не все служащие дворцовых гвардий были сыновья чиновников. Основной массой были бойцы из окружных фубин, но более знатные были предпочтительней для службы вблизи императора.

##### Цзо ю сяовэй (Левая и правая доблестные гвардии)
Цзо ю сяовэй кит. 左右驍衛 Левая и правая доблестные гвардии — охраняли ворота императорского города, ворота внутри и вне дворцового города и вспомогательные посты.
В каждой:
- 1 Шан цзянцзюнь кит. 上將軍 Верховный командующий: сопровождающий 2-й ранг.
- 1 Да цзянцзюнь кит. 大將軍 Главнокомандующий: основной 3-й ранг.
- 2 Цзянцзюни кит. 將軍 Командующий: сопровождающий 3-й ранг.
- 1 Чжанши кит. 長史 Главный администратор: сопровождающий 6-й высший ранг.
- 1 Луши цаньцзюньши кит. 錄事參軍事 Соучаствующий в делах секретарь: основной 8-й высший ранг.
- 2 Цанцао цаньцзюньши кит. 倉曹參軍事 Соучаствующий по делам отдела зернохранилищ: основной 8-й низший ранг.
- 2 Бинцао цаньцзюньши кит. 兵曹參軍事 Соучастник по делам отдела личного состава: сопровождающий 8-й низший ранг.
- 1 Цицао цаньцзюньши кит. 騎曹參軍事 Соучастник по делам конного отдела: сопровождающий 8-й низший ранг.
- 1 Чжоуцао цаньцзюньши кит. 胄曹參軍事 Соучастник по делам отдела шлемов: сопровождающий 8-й низший ранг.
- 2 Сыцзе кит. 司階 Ведающий лестницей: основной 6-й высший ранг.
- 3 Чжунхоу кит. 中候 Срединный караульный: основной 7-й низший ранг.
- 5 Сыгэ кит. 司戈 Ведающий клевцами: основной 8-й высший ранг.
- 5 Чжицзи кит. 執戟 Держащие алебарды: основной 9-й низший ранг.

###### Цзо Ю И чжуланцзян фу
Цзо Ю И чжуланцзян фу кит. 左右翊中郎將府 — Левая и правая дружины срединных молодцев-командующих.
В каждой:
- 1 Чжунланцзян кит. 中郎將 Срединный молодец командующий: основной 4-й низший ранг.
- 1 Цзо ланцзян кит. 左郎將 Левый молодец командующий: основной 5-й высший ранг.
- 1 Ю ланцзян кит. 右郎將 Правый молодец командующий: основной 5-й высший ранг.
- 1 Бинцао цаньцзюньши кит. 兵曹參軍事 Соучастник по делам отдела личного состава: основной 9-й высший ранг.
- 5 Сяовэй кит. 校尉 Начальствующий пристав: основной 6-й высший ранг.
- 10 Люйшуай кит. 旅帥 Предводители рот: сопровождающий 6-й высший ранг.

По 2 для каждого сяовэя. Каждый возглавлял 100 солдат.
- 20 Дуйчжэн кит. 隊正 Взводные исправники: основной 7-й высший ранг.

По 2 для каждого люйшуая.
- 20 Фу Дуйчжэн кит. 副隊正 Товарищи взводных исправников: основной 7-й высший ранг.

Всего около 1000 бойцов.

##### Цзо ю увэй
Цзо ю увэй кит. 左右武衛 — Левая и правая воинственные гвардии. Их солдаты носили почётное наименование «медвежьи щиты» (熊渠, сюнцюй), возможно в память о герое из царства Чу, которого так и звали.
В каждой:
- 1 Шан цзацзюнь кит. 上將軍 Верховный командующий: сопровождающий 2-й ранг.
- 1 Да цзанцзюнь кит. 大將軍 Главнокомандующий: основной 3-й ранг.
- 2 Цзянцзюни кит. 將軍 Командующий: сопровождающий 3-й ранг.
- 1 Чжанши кит. 長史 Главный администратор: сопровождающий 6-й высший ранг.
- 1 Луши цаньцзюньши кит. 錄事參軍事 Соучаствующий в делах секретарь: основной 8-й высший ранг.
- 2 Цанцао цаньцзюньши кит. 倉曹參軍事 Соучаствующий по делам отдела зернохранилищ: основной 8-й низший ранг.
- 2 Бинцао цаньцзюньши кит. 兵曹參軍事 Соучастник по делам отдела личного состава: сопровождающий 8-й низший ранг.
- 1 Цицао цаньцзюньши кит. 騎曹參軍事 Соучастник по делам конного отдела: сопровождающий 8-й низший ранг.
- 1 Чжоуцао цаньцзюньши кит. 胄曹參軍事 Соучастник по делам отдела шлемов: сопровождающий 8-й низший ранг.
- 2 Сыцзе кит. 司階 Ведающий лестницей: основной 6-й высший ранг.
- 3 Чжунхоу кит. 中候 Срединный караульный: основной 7-й низший ранг.
- 5 Сыгэ кит. 司戈 Ведающий клевцами: основной 8-й высший ранг.
- 5 Чжицзи кит. 執戟 Держащие алебарды: основной 9-й низший ранг.
- 25 Чаншан кит. 長上 Бессменный: сопровождающий 9-й низший ранг.

###### Цзо Ю И чжуланцзян фу
Цзо Ю И чжуланцзян фу кит. 左右翊中郎將府 — Левая и правая дружины срединных молодцев-командующих.
Состав абсолютно идентичен И чжуланцзян фу воинственной гвардии.

##### Цзо ю вэйвэй
Цзо ю вэйвэй кит. 左右威衛 Левая и правая величаво-гроздные гвардии охраняли вспомогательные посты с восточной стороны императорского города.
Их солдаты носили почётное наименование «лес перьев» (羽林, юйлинь), так как они «смертоносны, словно оперённые стрелы, и многочисленные, словно деревья в лесу», можно отметить и шлемы гвардейцев с перьевыми плюмажами.
В каждой:
- 1 Шан цзацзюнь кит. 上將軍 Верховный командующий: сопровождающий 2-й ранг.
- 1 Да цзанцзюнь кит. 大將軍 Главнокомандующий: основной 3-й ранг.
- 2 Цзянцзюни кит. 將軍 Командующий: сопровождающий 3-й ранг.

Офицеры от чжанши до чаншанов. Одинаковы с предыдущей гвардией.

###### Цзо Ю И чжуланцзян фу
Цзо Ю И чжуланцзян фу кит. 左右翊中郎將府 Левая и правая дружины срединных молодцев-командующих. Состав абсолютно идентичен И чжуланцзян фу доблестной гвардии.

##### Цзо ю линцзюньвэй
Цзо ю линцзюньвэй кит. 左右領軍衛 Левая и правая водительствующие гвардии охраняли вспомогательные посты с западной стороны императорского города, на постах ворот столицы и в императорских парках.
Их солдаты носили почётное наименование «стреляющие на звук» (射聲, шэньшэнь), так как они, якобы, учились стрелять в темноте на звук.
В каждой:
- 1 Шан цзацзюнь кит. 上將軍 Верховный командующий: сопровождающий 2-й ранг.
- 1 Да цзанцзюнь кит. 大將軍 Главнокомандующий: основной 3-й ранг.
- 2 Цзянцзюни кит. 將軍 Командующий: сопровождающий 3-й ранг.

Офицеры от чжанши до чаншанов. Одинаковы с предыдущей гвардией.

###### Цзо Ю И чжуланцзян фу
Цзо Ю И чжуланцзян фу кит. 左右翊中郎將府 Левая и правая дружины срединных молодцев-командующих. Состав абсолютно идентичен И чжуланцзян фу доблестной гвардии.

##### Цзо ю цзиньувэй
Цзо ю цзиньувэй кит. 左右金吾衛 Левая и правая гвардии Птицы счастья. Цзиньу — мифическая птица, отводящая несчастье, приносящая счастье. Патрулировали столицу и дворцовый комплекс, большие и малые дороги, русла рек, ближайшие к Чанъани заросли и т. д. Поддерживали систему сигнальных огней для предупреждения и экстренной связи. В целом были аналогом полиции.
Их гвардейцы носили почётное звание «Цыфэй» (佽飛), что значит «ловкие», а также связано с именем мастера фехтовальщика из царства Чу — Цы Фэя. Во времена Хань цыфэй назывались императорские охотники на уток.
В каждой:
- 1 Шан цзацзюнь кит. 上將軍 Верховный командующий: сопровождающий 2-й ранг.

Кроме обычных полномочий, ведает охраной лагеря на охоте (императорская охота организовывалась как военный поход) и в походе. Помогали юйши инспектировать крупные общественные работы. Также император поручил им передавать госпиталям старые занавеси из дворца, что очень нетипично для гвардии.
- 1 Да цзанцзюнь кит. 大將軍 Главнокомандующий: основной 3-й ранг.
- 2 Цзянцзюни кит. 將軍 Командующий: сопровождающий 3-й ранг.
- 1 Чжанши кит. 長史 Главный администратор: сопровождающий 6-й высший ранг.
- 1 Луши цаньцзюньши кит. 錄事參軍事 Соучаствующий в делах секретарь: основной 8-й высший ранг.
- 2 Цанцао цаньцзюньши кит. 倉曹參軍事 Соучаствующий по делам отдела зернохранилищ: основной 8-й низший ранг.
- 2 Бинцао цаньцзюньши кит. 兵曹參軍事 Соучастник по делам отдела личного состава: сопровождающий 8-й низший ранг.

Кроме кадровых полномочий, заведовали охотами.
- 1 Цицао цаньцзюньши кит. 騎曹參軍事 Соучастник по делам конного отдела: сопровождающий 8-й низший ранг.
- 1 Чжоуцао цаньцзюньши кит. 胄曹參軍事 Соучастник по делам отдела шлемов: сопровождающий 8-й низший ранг.

Получал для парада из вэвэйсы парадное оружие и знамя с драконом.
- 2 Сыцзе кит. 司階 Ведающий лестницей: основной 6-й высший ранг.
- 3 Чжунхоу кит. 中候 Срединный караульный: основной 7-й низший ранг.
- 5 Сыгэ кит. 司戈 Ведающий клевцами: основной 8-й высший ранг.
- 5 Чжицзи кит. 執戟 Держащие алебарды: основной 9-й низший ранг.
- 1 Цзеши кит. 街使 Уполномоченный по поддержанию порядка на улицах: ранг не указан.

Цзеши левой гвардии отвечал за улицы (6) слева от ворот императорского города, другой за правые (6), всего охраняли 12 центральных улиц.
- 2 Пуньгуань кит. 判官 Принимающий решение по текущим делам: ранг не указан.

###### Цзо Ю И чжуланцзян фу
Цзо Ю И чжуланцзян фу кит. 左右翊中郎將府 Левая и правая дружины срединных молодцев-командующих. Состав абсолютно идентичен И чжуланцзян фу доблестной гвардии.
Чжуландзяны этих гвардий обеспечивали полицейские посты на 12 главных улицах Чанъани, 6 левых и 6 правых. Помогали им «непреклонные смельчаки» (果毅都尉, гои), по двое на каждого чжуланцзяна. Гои прибывали из окружных войск и занимались надзором и сыском в столице.
На перекрёстках (границы кварталов) и у ворот столицы, были посты полиции (武候鋪, ухоупу): 100 человек у больших ворот, 20 у малых, 30 на больших перекрёстках, 5 на малых. На заходе солнца били в барабаны 800 раз и закрывали ворота. Ночью одни воины на конях объезжали улицы и периодически перекликались, иные, наоборот, патрулировали затаившись.

##### Цзо ю цзяньмэньвэй
Цзо ю цзяньмэньвэй кит. 左右監門衛 — Левая и правая привратные гвардии охраняли ворота дворцового комплекса, регистрировали всех проходящих. Записывали людей и все проносимые предметы. Каждый месяц составляли отчёт кто и сколько проходил через ворота, что внесли во дворец, что вынесли. Могли останавливать, если подозревали нарушение распорядка. Левая гвардия охраняла левые ворота, правая — правые.
- 1 Шан цзацзюнь кит. 上將軍 Верховный командующий: сопровождающий 2-й ранг.
- 1 Да цзанцзюнь кит. 大將軍 Главнокомандующий: основной 3-й ранг.
- 2 Цзянцзюни кит. 將軍 Командующий: сопровождающий 3-й ранг.
- 1 Чжанши кит. 長史 Главный администратор: сопровождающий 6-й высший ранг.

Решал основные вопросы, хранил списки допускаемых во дворец, контролировал проходы и т. д.
- 2 Цанцао-Бинцао цаньцзюньши кит. 倉曹兵曹參軍事 Соучаствующий по делам отдела зернохранилищ и личного состава: основной 8-й низший ранг.

То есть, два офицера исполняли обязанности четырёх.
- 1 Цицао-Чжоуцао цаньцзюньши кит. 騎曹胄曹參軍事 Соучастник по делам конного отдела и шлемов: сопровождающий 8-й низший ранг.

Один офицер исполнял обязанности двоих.

###### Цзо ю и чжуланцзян фу
Цзо ю и чжуланцзян фу кит. 左右翊中郎將府 — Левая и правая дружины срединных молодцев-командующих охраняли ворота. В соответствии с ритуалом следили, чтобы посетители входили во дворец через левые ворота, а выходили через правые. То есть, двигались по солнцу с левой-восточной стороны, на западную-правую сторону.
В каждой:
- 4 Чжунланцзян кит. 中郎將 Срединный молодец командующий: основной 4-й низший ранг.
- 1 Чжанши кит. 長史 Главный администратор: сопровождающий 6-й высший ранг.
- 1 Луши цаньцзюньши кит. 錄事參軍事 Соучаствующий в делах секретарь: основной 8-й высший ранг.
- 1 Бинцао цаньцзюньши кит. 兵曹參軍事 Соучастник по делам отдела личного состава: основной 8-й низший ранг.
- 1 Чжоуцао цаньцзюньши кит. 胄曹參軍事 Соучастник по делам отдела шлемов: основной 8-й низший ранг.

##### Цзо ю цяньнювэй
Цзо ю цяньнювэй кит. 左右千牛衛 — Левая и правая гвардии нетупящихся мечей. Цяньню — это нож или меч, которым можно забить 1000 быков и он не затупится. Охраняли лично императора, подносили ему оружие.
В каждой:
- 1 Шан цзацзюнь кит. 上將軍 Верховный командующий: сопровождающий 2-й ранг.
- 1 Да цзанцзюнь кит. 大將軍 Главнокомандующий: основной 3-й ранг.
- 2 Цзянцзюни кит. 將軍 Командующий: сопровождающий 3-й ранг.

Назначали личных телохранителей императора. Только они с луками и стрелами сопровождали его на приёмах, парадах, ритуалах и т. д.:
- 6 Циньню бэйшэнь кит. 千牛備身 Телохранитель с нетупящимся мечом: основной 6-й высший ранг.
- 6 Бэйшэнь цзо ю кит. 備身左右 Левые и правые: основной 6-й низший ранг.

###### Цзо Ю И чжуланцзян фу
Цзо Ю И чжуланцзян фу кит. 左右翊中郎將府 — Левая и правая дружины срединных молодцев-командующих
- 2 Чжунланцзян кит. 中郎將 Срединный молодец командующий: основной 4-й низший ранг.

Помогали командующим гвардии. Во время аудиенций император отдавал устные приказы, а тунши шэжэнь громко повторял их, но если его было плохо слышно, чжуланцзян громко повторял приказ императора кому следовало.
- 1 Чжанши кит. 長史 Главный администратор: сопровождающий 6-й высший ранг.
- 1 Луши цаньцзюньши кит. 錄事參軍事 Соучаствующий в делах секретарь: основной 8-й высший ранг.
- 1 Бинцао цаньцзюньши кит. 兵曹參軍事 Соучастник по делам отдела личного состава: основной 8-й низший ранг.
- 1 Чжоуцао цаньцзюньши кит. 胄曹參軍事 Соучастник по делам отдела шлемов: основной 8-й низший ранг.

Ведал латами и церемониальным оружием.

##### Чжу вэй чжэчун дувэйфу
Чжу вэй чжэчун дувэйфу кит. 諸衛折沖都尉府 Дружины общеначальствующих приставов, отбивающие вражьи нападения — гвардейские фубин. Из их состава формировались императорские гвардии южного гарнизона. Как и все фубин были низшими, средними и высшими, смотря по размеру.
- 1 Чжэчун дувэй кит. 折沖都尉 Отбивающий вражьи нападения общеначальствующий пристав: основной 4-й высший, сопровождающий 4-й низший, основной 5-й низший ранг, в зависимости от размера части.

Ведал отправкой воинов в императорские гвардии. В остальное время следил за тренировками бойцов. При подготовке к походу проверял оружие, снаряжение и т. д.
- 1 Цзо Гои дувэй кит. 左果毅都尉 Левый непреклонно-смелый общеначальствующий пристав: сопровождающий 5-й низший, основной 6-й высший, основной 6-й низший, в зависимости от размера части.

Помогал Чжэчун дувэй, подменял его.
- 1 Ю Гои дувэй кит. 右果毅都尉 Правый непреклонно-смелый общеначальствующий пристав: сопровождающий 5-й низший, основной 6-й высший, основной 6-й низший, в зависимости от размера части.

Помогал Чжэчун дувэй, подменял его.
- 1 Бэцзян кит. 別將 Нарочный командующий: основной 7-й низший, сопровождающий 7-й высший, сопровождающий 7-й низший, в зависимости от размера части.
- 1 Чжанши кит. 長史 Нарочный командующий: основной 7-й низший, сопровождающий 7-й высший, сопровождающий 7-й низший, в зависимости от размера части.
- 1 Бинцао цаньцзюньши кит. 兵曹參軍事 Соучастник по делам отдела личного состава: основной 8-й низший ранг, основной 9-й низший, сопровождающий 9-й высший, в зависимости от размера части.
- 5 Сяовэй кит. 校尉 Начальствующий пристав: сопровождающий 7-й низший ранг.
- 10 Люйшуай кит. 旅帥 Предводители рот: сопровождающий 8-й высший ранг.

По 2 для каждого сяовэя. Каждый возглавлял 100 солдат.
- 20 Дуйчжэн кит. 隊正 Взводные исправники: основной 9-й высший ранг.

По 2 для каждого люйшуая.
- 20 Фу Дуйчжэн кит. 副隊正 Товарищи взводных исправников: сопровождающий 9-й низший ранг.

Это для средней (1000 человек) дружины, в высшей должно быть 6 сяовэев, а низшей 4.
Бойцы также несли караульную службу. Если ночью кто-то подходил к посту, часовой сначала громко окликал его, потом громко щипал тетиву лука, и только тогда мог стрелять в ту сторону откуда тот шёл, если неизвестный продолжал приближаться, его можно было застрелить. Из распорядка следовало, что днём караульные всматривались в даль, ночью «вслушивались вдаль». Если к лагерю подходило много человек, следовало сразу же известить любого офицера.

#### Северный гарнизон
Военные формирования, стоявшие на севере от Чанъани.

##### Юйлиньцзюань
Юйлиньцзюань кит. 左右羽林軍 — Левая и правая гвардии, смертоносные, как оперённые стрелы и бесчисленные, как деревья в лесу
Воины этой гвардии назывались «летающие всадники» (фэйци, 飛騎), в смысле, быстрые, стремительные.
В каждой:
- 1 Да цзанцзюнь кит. 大將軍 Главнокомандующий: основной 3-й ранг.

Осуществляли общее руководство, принимали окончательное решение о назначении караулов и страж и т. д.
- 3 Цзянцзюни кит. 將軍 Командующий: сопровождающий 3-й ранг.
- 1 Чжанши кит. 長史 Главный администратор: сопровождающий 6-й высший ранг.

Решал текущие дела, кроме полномочий цзянцзюней. Выплачивал жалование и продовольственное довольствие служащим. Выдавал документы, занимался кадровыми вопросами, снабжением. Помогал цзянцзюням в проведении осенних аттестаций (考) раз в год.
- 1 Луши цаньцзюньши кит. 錄事參軍事 Соучаствующий в делах секретарь: основной 8-й высший ранг.

Принимал документы от подведомственных чиновников. Снимал копии и регистрировал дела. Следил за печатями. Распоряжался выдачей письменных принадлежностей.
- 2 Цанцао цаньцзюньши кит. 倉曹參軍事 Соучаствующий по делам отдела зернохранилищ: основной 8-й низший ранг.

Проверяли заслуги чиновников, назначали отпуска и повышения, ведали содержанием и жалованием. Заведовали хозяйственными постройками, полями, садами, приписанными к гвардии. Следили за продовольствием и фуражом, медицинским обслуживанием, и лекарствами. Оформляли подорожные документы (過所). По совместительству занимался лошадьми.
- 1 Бинцао цаньцзюньши кит. 兵曹參軍事 Соучастник по делам отдела личного состава: сопровождающий 8-й низший ранг.

Решали вопросы очерёдности зачисления офицеров в гвардию, составляли именные списки служащих и отправляли их командующим, которые и принимали решение.
- 1 Чжоуцао цаньцзюньши кит. 胄曹參軍事 Соучастник по делам отдела шлемов: сопровождающий 8-й низший ранг.

Ведал вооружением. Возглавлял ремонт гвардейских зданий. Исполнял мелкие наказания для провинившихся. Получал из складов вэйвэйсы парадные луки, стрелы и доспехи, которые передавались гвардейцам императора во время парадов.
Следующие должности «ведающих» введены У-хоу и неизвестно были ли у них реальные функции:
- 2 Сыцзе кит. 司階 Ведающий лестницей: основной 6-й высший ранг.
- 3 Чжунхоу кит. 中候 Срединный караульный: основной 7-й низший ранг.
- 5 Сыгэ кит. 司戈 Ведающий клевцами: основной 8-й высший ранг.
- 5 Чжицзи кит. 執戟 Держащие алебарды: основной 9-й низший ранг.
- 25 Чаншан кит. 散長上  Бессменные: ранг неизвестен, возможно, сопровождающий 9-й низший ранг.

Эти гвардейцы, вероятно, служили не из фубин, а на постоянной основе.

###### Цзо Ю Ивэй чжуланцзян фу
Цзо Ю Ивэй чжуланцзян фу кит. 左右翊衛中郎將府 — Левая и правая дружины срединных молодцев-командующих оберегающих стражей.
В каждой:
- 1 Чжунланцзян кит. 中郎將 Срединный молодец командующий: основной 4-й низший ранг.

Помогали командующим гвардии. Во время аудиенций император отдавал устные приказы, а тунши шэжэнь громко повторял их, но если его было плохо слышно, чжуланцзян громко повторял приказ императора кому следовало.
- 2 Чжунлан кит. 中郎 Срединный молодец: основной 5-й высший ранг.
- 2 Ланцзян кит. 郎將 Молодцы-командующие: основной 5-й высший ранг.
- 1 Бинцао цаньцзюньши кит. 兵曹參軍事 Соучастник по делам отдела личного состава: основной 9-й высший ранг.
- 5 Сяовэй кит. 校尉 Начальствующий пристав.
- 10 Люйшуай кит. 旅帥 Предводители рот.

По 2 для каждого сяовэя. Каждый возглавлял 100 солдат.
- 20 Дуйчжэн кит. 隊正 Взводные исправники.

По 2 для каждого люйшуая.
- 20 Фу Дуйчжэн кит. 副隊正 Товарищи взводных исправников.

##### Лунъуцзюнь
Лунъуцзюнь кит. 左右龍武軍 — Левая и правая гвардии, воинственные, как драконы.
В каждой:
- 1 Да цзанцзюнь кит. 大將軍 Главнокомандующий: основной 2-й ранг.

Осуществляли общее руководство, принимали окончательное решение о назначении караулов и страж и т. д.
- 1 Тунцзюнь кит. 統軍 Единительствующий: основной 3-й ранг.
- 3 Цзянцзюни кит. 將軍 Командующий: сопровождающий 3-й ранг.
- 1 Чжанши кит. 長史 Главный администратор.
- 1 Луши цаньцзюньши кит. 錄事參軍事 Соучаствующий в делах секретарь.
- 1 Цанцао цаньцзюньши кит. 倉曹參軍事 Соучаствующий по делам отдела зернохранилищ.
- 1 Бинцао цаньцзюньши кит. 兵曹參軍事 Соучастник по делам отдела личного состава.
- 1 Чжоуцао цаньцзюньши кит. 胄曹參軍事 Соучастник по делам отдела шлемов.

Следующие должности «ведающих» введены У-хоу и неизвестно, были ли у них реальные функции:
- 2 Сыцзе кит. 司階 Ведающий лестницей.
- 3 Чжунхоу кит. 中候 Срединный караульный.
- 5 Сыгэ кит. 司戈 Ведающий клевцами.
- 5 Чжицзи кит. 執戟 Держащие алебарды.
- 10 Чаншан кит. 散長上  Бессменные.

Эти гвардейцы, вероятно, служили не из фубин, а на постоянной основе.

##### Шэньуцзюнь
Шэньуцзюнь кит. 左右神武軍 — Левая и правая гвардии сверхъестественной воинственности. Воины назывались «дворцовые лучники, стреляющие по движущимся целям» (яцяньшэшэнбин, 衙前射生兵).
В каждой:
- 1 Да цзанцзюнь кит. 大將軍 Главнокомандующий: основной 2-й ранг.

Осуществляли общее руководство, принимали окончательное решение о назначении караулов и страж и т. д.
- 1 Тунцзюнь кит. 統軍 Объединяющий: основной 3-й ранг.
- 3 Цзянцзюни кит. 將軍 Командующий: сопровождающий 3-й ранг.
- 1 Чжанши кит. 長史 Главный администратор.
- 1 Луши цаньцзюньши кит. 錄事參軍事 Соучаствующий в делах секретарь.
- 1 Цанцао цаньцзюньши кит. 倉曹參軍事 Соучаствующий по делам отдела зернохранилищ.
- 1 Бинцао цаньцзюньши кит. 兵曹參軍事 Соучастник по делам отдела личного состава.
- 1 Чжоуцао цаньцзюньши кит. 胄曹參軍事 Соучастник по делам отдела шлемов.

Следующие должности «ведающих» введены У-хоу и неизвестно, были ли у них реальные функции:
- 2 Сыцзе кит. 司階 Ведающий лестницей.
- 3 Чжунхоу кит. 中候 Срединный караульный.
- 5 Сыгэ кит. 司戈 Ведающий клевцами.
- 5 Чжицзи кит. 執戟 Держащие алебарды.
- 10 Чаншан кит. 散長上  Бессменные.

Эти гвардейцы, вероятно, служили не из фубин, а на постоянной основе.

##### Шэньцэцзюнь
Шэньцэцзюнь кит. 左右神武軍 — Левая и правая гвардии сверхъестественной стратегической искусности. Это была чисто дворцовая гвардия, скорее всего её контролировали дворцовые евнухи.
В каждой:
- 1 Да цзанцзюнь кит. 大將軍 Главнокомандующий: основной 2-й ранг.

Осуществляли общее руководство, принимали окончательное решение о назначении караулов и страж и т. д.
- 2 Тунцзюнь кит. 統軍 Объединяющий: основной 3-й ранг.
- 4 Цзянцзюни кит. 將軍 Командующий: сопровождающий 3-й ранг.
- 1 Хуцзюньчжунвэй кит. 護軍中尉 Срединный пристав, покровительствующий армии.
- 1 Чжунхуцзюнь кит. 中護軍 Срединный покровитель армии.
- 3 Паньгуань кит. 判官 Чиновник, принимающий решения по текущим делам.
- 2 Дугоу паньгуань кит. 都句判官 Чиновник, принимающий решения по текущим делам общих расследований.
- 1 Гоуфаньгуань кит. 句覆官 Чиновник, проводящий повторные расследования.
- 1 Баоцзоугуань кит. 表奏官 Чиновник, ответственный за составление представлений и докладов трону.
- 1 Чжицзигуань кит. 支計官 Чиновник, ведающий учётом.
- 2 Кунмугуань кит. 孔目官 Чиновник по изъяну и учёту.
- 2 Цюйшигуань кит. 驅使官 Чиновник на побегушках.

### Пограничные армии (цзюнь)
Широкий термин «цзюнь» кит. 軍 — армия, применительно к танской эпохе, относится к крупным военным формированиям, сосредоточенным в одном месте для постоянной охраны границы. Они относились к внешним чиновникам и позже были подчинены цзедуши.
- 1 Ши кит. 使 Уполномоченный посланец.
- 1 Фу ши кит. 副使 Товарищ посланца. Если в цзюне было свыше 5000 человек. Ещё один Фу ши добавлялся, когда начальник округа одновременно был командующим армией.
- 1 Инянь фу ши кит. 營田副使 Товарищ уполномоченного посланца. Если в цзюне было свыше 10 000 человек * 1 Цанцао цаньцзюньши кит. 倉曹參軍事 Соучастник по делам отдела зернохранилищ.
- 1 Бинцао цаньцзюньши кит. 兵曹參軍事 Соучастник по делам отдела личного состава.
- 1 Чжоуцао цаньцзюньши кит. 胄曹參軍事 Соучастник по делам отдела шлемов.

Когда начальник округа одновременно был командующим армией:
- 1 Туйгуань кит. 推官 Чиновник по расследованием и наказаниям.
- 1 Ягуань кит. 衙官 Чиновник по судебно-следственным делам.
- 1 Чжоуятуй кит. 州衙推 Окружной помощник по судебно-следственным делам.
- 1 Цзюньятуй кит. 軍衙推 Армейский помощник по судебно-следственным делам.